# 蕭玉娡
蕭玉娡（?—?），中国南朝梁公主，梁武帝萧衍之女。
蕭玉娡在萧衍称帝后，封安吉公主，其夫琅琊王氏王实拜驸马都尉。王实袭爵建城县公，为新安郡太守。王实出任南康嗣王萧会理湘州长史。王实称公主之名对南康王说：「萧玉志念实，殿下何见憎？」南康王惊赧即起。后密启皇帝，因此废锢王实。

## 传记资料
- 《南史 列传第十三》